# Sturkö
Sturkö – miejscowość (tätort) w Szwecji, w regionie administracyjnym (län) Blekinge, w gminie Karlskrona.
Według danych Szwedzkiego Urzędu Statystycznego liczba ludności wyniosła: 1325 (31 grudnia 2015), 1344 (31 grudnia 2018) i 1360 (31 grudnia 2019).